# ویه‌را تیشانکووا
ویه‌را تیشانکووا (چکی: Věra Tichánková؛ ‏ ۷ دسامبر ۱۹۲۰ – ۹ ژانویهٔ ۲۰۱۴) بازیگر اهل جمهوری چک بود.
از فیلم‌ها یا برنامه‌های تلویزیونی که وی در آن نقش داشته‌است، می‌توان به رومئو، ژولیت و تاریکی اشاره کرد.